# Borghetto di Borbera
Pour les articles homonymes, voir Borghetto.
Borghetto di Borbera est une commune de la province d'Alexandrie dans le Piémont en Italie.

## Administration
| Période                                  | Période  | Identité               | Étiquette     | Qualité |
| ---------------------------------------- | -------- | ---------------------- | ------------- | ------- |
| 14 juin 2004                             | En cours | Carlo Alberto Balduzzi | Liste civique |         |
| Les données manquantes sont à compléter. |          |                        |               |         |

### Hameaux
Torre Ratti, Persi, Castel Ratti, Liveto, Cerreto Ratti, Molo Borbera, Sorli; Castellaro, Forneto, Costiolo, Monteggio, Roncoli, Fontana, Cerreto di Molo, Fighetto, San Martino

### Communes limitrophes
Cantalupo Ligure, Dernice, Garbagna, Grondona, Roccaforte Ligure, Sardigliano, Stazzano, Vignole Borbera

## Évolution démographique
Habitants recensés